# 布干维尔徽章
布干维尔徽章（英語：Emblem of Bougainville）是巴布亚新几内亚布干维尔自治区的官方象征。
该徽章描绘了传统的加拉穆特鼓、鼓槌和“乌佩”头饰。它最初于1978年由当时的北所罗门省采用，并在2002年布干维尔自治区成立后继续使用，但修改了徽章上的文字。